# Jeroen Bleekemolen
Jeroen Bleekemolen (Heemstede, 23 de octubre de 1981) es un piloto de automovilismo neerlandés, afincado en Mónaco. Es hijo de Michael Bleekemolen y hermano de Sebastiaan Bleekemolen, quienes también son pilotos de automovilismo. Juntos dirigen su empresa familiar "Bleekemolens Race Planet".
En 1995 quedó segundo en la categoría de karting junior de 60 y 80 cc.
Bleekemolen condujo un Dodge Viper en el Campeonato FIA GT y con gran éxito. Compitió en el muy competitivo Campeonato de Alemania de Fórmula 3 y corrió varias veces en el Masters de Fórmula 3 en el Circuito de Zandvoort, el Campeonato Mundial no oficial de Fórmula 3. Para el equipo Opel participó en la carrera de turismos más prestigiosa del mundo, el DTM. En 2005 compitió con el ELF BRL V6.

## Carrera deportiva

### A1 Grand Prix
En la primera temporada del A1 Grand Prix (2005-2006), Jeroen Bleekemolen fue piloto reserva del A1 Team Netherlands. Al inicio de la segunda temporada (2006-2007), se convirtió en el primer piloto del equipo en septiembre de 2006, sustituyendo a Jos Verstappen, que decidió no pilotar poco antes de la carrera debido a un conflicto económico con el equipo.

#### Temporada 2006-2007

##### Carrera 1: 1 de octubre de 2006 - Zandvoort (Países Bajos)
En los entrenamientos libres del viernes terminó segundo dos veces y séptimo una vez. También logró clasificarse noveno para la carrera de velocidad. En la carrera principal terminó cuarto, después de liderar durante un gran número de vueltas.

##### Carrera 2: 8 de octubre de 2006 - Brno (República Checa)
Bleekemolen comenzó la carrera al sprint desde el duodécimo lugar de la parrilla. Al principio hubo un espectáculo, cuando Alemania y Nueva Zelanda chocaron. Alemania giró de lado y luego voló hacia la barandilla. Bleekemolen, que iba justo detrás, tuvo que reducir la velocidad y girar hacia la derecha, lo que le costó varias posiciones. Posteriormente, el piloto del equipo A1 de Holanda estuvo atrapado detrás del Líbano durante mucho tiempo. Al final, Bleekemolen logró superar al Líbano, pero no pudo superar a Brasil.
En la carrera principal, el equipo A1 de Países Bajos partió décimo. Bleekemolen consiguió inmediatamente ganar algunas posiciones. El equipo hizo una parada en boxes temprano, pero no logró entrar a la pista por delante de China, Alemania y Gran Bretaña. Posteriormente, Bleekemolen quedó atrapado detrás de China durante el resto de la carrera y no pudo seguir atacando.
Al final, el equipo A1 de Holanda ganó dos puntos al terminar noveno.

##### Carrera 3: 12 de noviembre de 2006 – Pekín (China)
Jeroen Bleekemolen disputó su tercera carrera con el A1 Team Netherlands el 12 de noviembre de 2006. En Pekín se preparó un circuito urbano para esta carrera.

#### Temporada 2007-2008

##### Carrera 1: 30 de septiembre de 2007 - Zandvoort (Países Bajos)
...

##### Carrera 2: 14 de octubre de 2007 - Brno (República Checa)
En la primera sesión de clasificación (para la carrera sprint) terminó segundo, pero debido a un trompo en la segunda sesión cayó a la quinta posición. Fue el más rápido en la tercera sesión e incluso mejoró su tiempo en la cuarta, lo que le permitió salir desde la pole en la carrera principal. En la carrera sprint logró mantener su quinto puesto hasta la meta y en la carrera principal quedó segundo.

## Resumen de carrera
1998
- Campeón de Fórmula Ford de Países Bajos y Benelux
- 3° puesto en la Copa Renault Mégane Junior (5 de 8 carreras completadas)

1999
- 6º puesto Fórmula Palmer Audi (1 pole)
- Campeonato Europeo de Fórmula Opel

2000
- Campeonato de Alemania de Fórmula 3
- 7° puesto Marlboro Masters

2001
- 2° puesto Campeonato FIA GT (2 victorias, 4 poles)
- 3° puesto en el Campeonato Europeo Renault Clio (5 de 9 carreras, 3 victorias)
- Campeón de la Copa Clio de los Países Bajos (6 victorias, 6 poles)
- 24 Horas de Spa

2002
- 2.º Campeonato Neerlandés de Turismos (5 victorias, 6 poles)
- Fórmula 3
- V8 STAR 1 carrera
- Campeonato Europeo Clio V6

2003
- DTM
- 24 Horas de Nürburgring

2004
- DTM

2005
- A1 Grand Prix
- 24 Horas de Spa, 24 Horas de Zolder
- Para Spyker: Campeonato FIA GT, Le Mans Series
- Porsche Supercup (1 carrera)
- Campeón Benelux y neerlandés del Benelux Racing League (11 victorias en 14 carreras)

2006
- A1GP piloto del Team Netherlands (1 pole, 1 victoria)
- para Spyker: 12 Horas de Sebring, 24 Horas de Le Mans, Le Mans Series y Campeonato FIA GT
- Belcar con SRT Corvette C5
- DTM (2 carreras para Audi)
- Porsche Supercup (1 carrera), Copa Porsche Carrera (1 carrera)

2007
- A1GP (1 pole position, 2 podios)
- Le Mans Series y 24 Horas de Le Mans con Racing for Holland
- Porsche Supercup (5 poles y 3 victorias), 2 carreras Copa Porsche Carrera
- 24 Horas de Spa
- ADAC GT Masters

2008
- A1 Grand Prix Team Netherlands
- Campeón de la Porsche Supercup (3 victorias)
- Ganador de las 24 Horas de Le Mans en la categoría LMP2 con Porsche
- Le Mans Series (1 victoria)
- ADAC GT Masters
- Porsche Carrera Cup Alemania
- 24 Horas de Dubái

2009
- A1 Grand Prix piloto del Team Netherlands 4º puesto (2 poles, 1 victoria, 2 podios)
- Campeón de la Porsche Supercup
- (5 victorias, 7 poles, las 13 carreras en el podio)
- Vicecampeón de la Porsche Carrera Cup Alemania (4 victorias, 3 poles)
- Spyker, piloto oficial de las 24 Horas de Le Mans (5° puesto en GT2)
- Campeonato Neerlandés de GT4 con Corvette (4 victorias en 4 carreras)
- 24 Horas de Dubái
- Shelby Can-Am Kyalami (victoria y pole position)

2010
- Campeón de las American Le Mans Series (7 poles, 4 victorias, 7 podios)
- Porsche Supercup (1 pole position, 3 podios)
- 24 Horas de Daytona 5° puesto
- 24 Horas de Le Mans y LMS Paul Ricard y Algarve el piloto oficial de Spyker
- 24 Horas de Dubái
- Copa Porsche Carrera (2 podios en 2 carreras)
- Campeonato Neerlandés de GT4 con Corvette (2 poles, 2 victorias, 5 podios)
- Grand-Am 6 Horas de Watkins Glen
- Copa Diesel de Turismos
- Shelby Can-Am Kyalami

2011
- Porsche Supercup con el Team Abu Dhabi by Tolimit
- 12 Horas de Sebring, 24 Horas de Le Mans y Petit Le Mans con Rebellion Racing Lola-Toyota LMP1
- 24 Horas de Dubái con Tolimit Arabia 4º puesto
- 24 Horas de Daytona con TRG/Black Swan Racing/GMG
- 24 Horas de Le Mans con Rebellion Racing, Lola B10/60-Toyota
- American Le Mans Series con Black Swan Racing (campeón de la clase GTC)
- Copa Porsche Carrera con el Team Deutsche Post by Tolimit
- Campeonato Neerlandés de GT4
- Copa Diesel de Turismos

2012
- 24 Horas de Le Mans con Rebellion Racing Lola-Toyota LMP1
- Copiloto de Shane van Gisbergen en el Goldcoast 600 en el V8 Supercars Championship